# King Biscuit Flower Hour (In Concert)
King Biscuit Flower Hour (In Concert) es un álbum en vivo y DVD de la banda canadiense de hard rock Triumph y fue publicado en 1996. Fue grabado el 12 de octubre de 1981 en la ciudad de Cleveland, Estados Unidos, durante la gira de Allied Forces del mismo año.
En este concierto, la banda hizo su acostumbrado cambio de nombre a la canción «Hot Time (In this City Tonight)» y le adhirieron el nombre de la ciudad en la que tocaron; en aquella ocasión nombraron este tema «Hot Time (In Old Cleveland Tonight)».

## Lista de canciones
| A Side |                                   |                                                         |          |  |
| N.º    | Título                            | Escritor(es)                                            | Duración |  |
| 1.     | «Tear the Roof Off»               | Rik Emmett / Michael Levine / Gil Moore                 | 5:01     |  |
| 2.     | «American Girls»                  | Emmett / Levine / Moore                                 | 4:52     |  |
| 3.     | «Lay It on the Line»              | Emmett / Levine / Moore                                 | 4:54     |  |
| 4.     | «Allied Forces»                   | Emmett / Levine / Moore                                 | 3:48     |  |
| 5.     | «Fight the Good Fight»            | Emmett / Levine / Moore                                 | 5:23     |  |
| 6.     | «Blinding Light Show/Moon Child»  | Emmett                                                  | 12:27    |  |
| 7.     | «Rock and Roll Machine»           | Emmett / Levine / Moore                                 | 9:42     |  |
| 8.     | «I Live for the Weekend»          | Emmett / Levine / Moore                                 | 2:19     |  |
| 9.     | «Nature's Child»                  | Emmett / Levine / Moore                                 | 4:12     |  |
| 10.    | «Drum Solo»                       |                                                         | 3:44     |  |
| 11.    | «Instrumental»                    |                                                         | 5:09     |  |
| 12.    | «Rocky Mountain Way»              | Joe Walsh / Rocke Grace / Kenny Passarelli / Joe Vitale | 5:22     |  |
| 13.    | «Hot Time (In this City Tonight)» | Emmett / Levine / Moore                                 | 4:31     |  |

## Formación
- Rik Emmett — voz principal y guitarra
- Gil Moore — batería y voz
- Michael Levine — bajo y coros